# Gamasomorpha psyllodes
Gamasomorpha psyllodes là một loài nhện trong họ Oonopidae.
Loài này thuộc chi Gamasomorpha. Gamasomorpha psyllodes được Tord Tamerlan Teodor Thorell miêu tả năm 1897.